# Alonso Zamora Vicente
Alonso Zamora Vicente (Madrid, 1º febbraio 1916 – 14 marzo 2006) è stato un filologo, lessicografo e scrittore spagnolo.

## Biografia
Studiò presso il Collegio spagnolo-francese di calle de Toledo e conseguì il diploma all'Instituto de San Isidro. Lì incontrò Camilo José Cela. La guerra civile causò l'interruzione dei suoi studi universitari, che lo impegnarono dal 1932 al 1936, anni in cui lavorò al Centro de Estudios Históricos con Tomás Navarro Tomás (alle cui lezioni assistette), Ramón Menéndez Pidal e Américo Castro. Il suo amico Dámaso Alonso lo esortò a terminare la propria carriera nel 1940. In questo stesso anno vinse il concorso per la Cattedra dell'Instituto Nacional de Bachillerato. Durante la sua carriera conobbe María Josefa Canellada, filologa, che sarebbe diventata sua moglie. Curò opere di Tirso de Molina, Torquemada, Lucas Fernández e studiò le vocali andaluse e caduche nello spagnolo messicano.
Lesse Marcel Proust, John Dos Passos e Ulisse e Ritratto dell'artista da giovane di James Joyce, tradotto da Dámaso Alonso. Lesse anche, evidentemente, gli autori della Generazione del '98 e conobbe personalmente vari membri della Generazione del '27. Si laureò in Filologia Romanza (1942) con El habla de Mérida y sus cercanías (studio che servì come modello dei lavori dialettologici effettuati in Spagna o tra gli ispanisti fino agli anni sessanta) e succedette a Dámaso Alonso alla Cattedra di Filologia Romanza dell'Università di Madrid, dove già insegnava Dialettologia Spagnola. Essendo Segretario Permanente della Real Academia Española quando Dámaso ne era Direttore, sviluppò in società con quest'ultimo un fruttuoso lavoro, che però si scontrò con le ristrettezze economiche dell'istituzione. La permanenza a Mérida gli servì per studiare il dialetto extremeño e la letteratura regionale di José María Gabriel y Galán e Luis Chamizo, tuttavia non abbandonò mai il proprio interesse per il sottodialetto madrileño, a cui dedicò un importante lavoro, e per lo spagnolo americano. Inoltre studiò, insieme a María Josefa Canellada, le varietà asturiane. Studiò diversi autori e testi medievali, classici e moderni, come il Poema de Fernán González, Garcilaso de la Vega, Juan Pablo Forner, Francisco de Aldana, ecc.
Inoltre, era proprietario di una grande biblioteca che donò all'Università dell'Estremadura con il cartellino di Fundación Biblioteca Zamora Vicente. Oggi è possibile accedere a questa biblioteca in un edificio del centro antico di Cáceres. Fu anche possessore di un'importante pinacoteca.
Tra il 1942 e il 1943 si trasferì alla Cattedra di Lingua e Letteratura Spagnole all'istituto maschile di Santiago di Compostela, per poi tornare a Madrid per insegnare Dialettologia spagnola. Nel 1943 vinse il concorso per la Cattedra Universitaria di Lingua e Letteratura Spagnole alla Facoltà di Filosofia e Lettere dell'Università di Santiago di Compostela, che occupò fino al 1946. In questa data si trasferì all'Università di Salamanca per occupare come funzionario la Cattedra di Filologia Romanza, fino al 1959. Infine ottenne la Cattedra di Filologia Romanza alla Facoltà di Filosofia e Lettere dell'allora Universidad Central de Madrid, oggi Università Complutense di Madrid.
Dal 1948 al 1952 diresse l'Istituto di Filologia dell'Università di Buenos Aires e fondò la prestigiosa rivista Filología. Eduardo Mallea lo invitò a scrivere prosa letteraria su La Nación e poco dopo estese le sue collaborazioni a Azul di Motevideo. Lì conobbe Julio Cortázar, Daniel Devoto, Josefa Sabor e Enrique Anderson Imbert. A questo periodo risalgono le edizioni di Por el sótano y el torno de Tirso de Molina, De Garcilaso a Valle-Inclán, Presencia de los clásicos, Las sonatas de Ramón del Valle-Inclán. Contribución al estudio de la prosa modernista ecc. Nel 1952 tornò in Spagna, a Salamanca, dove continuò a collaborare con le riviste La Nación, Azul e Ínsula, e alcuni anni dopo con il quotidiano Ya. Nel 1954 intraprese vari viaggi come professore straordinario alla Facoltà di Lettere dell'Università di Colonia, a Heidelberg, a Praga, a Parigi, in Italia, in Belgio e nei Paesi Bassi.
Nel 1960 venne nominato Direttore del Seminario di Filologia Ispanica de El Colegio de México e professore straordinario all'Universidad Nacional de Mèxico; mentre l'anno successivo divenne professore presso il Dipartimento di Studi Ispanici dell'Universidad de Puerto Rico. Si spostò negli Stati Uniti e successivamente in Europa, dove nel 1963 visitò le università di Copenaghen, Stoccolma e, infine, Madrid. In quegli anni pubblicò Primeras hojas, Smith y Ramírez, S.A., La voz de la letra, Lope de Vega. Su vida y obra, ¿Qué es la novela picaresca?, Un balcón a la plaza, Lengua, literatura e intimidad, ecc. Venne nominato accademico nel maggio del 1966 (dal 1961 era membro del Seminario di Lessicografia): lesse il discorso di ricevimento sull'«Asedio a Luces de Bohemia, primer esperpento de Ramón del Valle Inclán. Fu Segretario Permanente dell'Istituzione dal 1971, anno in cui sostituì Rafael Lapesa, fino al 1989, anno in cui si ritirò. Il discorso fu rielaborato nel libro La realidad esperpéntica (Aproximación a Luces de Bohemia), Premio Nacional de Literatura «Miguel de Unamuno de Ensayo».
A Valle dedicò Valle-Inclán, novelista por entregas e le edizioni critiche di Luces de Bohemia e Tirano Banderas, oltre ad altri lavori. Nel 1973 la rivista "papeles de son Armadans" gli dedicò un numero straordinario (diretto da Jorge Urrutia) in cui collaborarono importanti autori da dentro e fuori Spagna, con un ritratto del pittore Martínez Novillo in copertina.
Coordinò il Diccionario Manual e Ilustrado della Real Academia Española e scrisse Historia de la Real Academia Española, una delle sue ultime opere. Sposato con la scrittrice asturiana María Josefa Canellada Llavona, fu membro dell'Academia de Llingua Asturiana (ALLA) fino alla propria morte.
Come narratore parte da elementi popolari quotidiani e ama particolarmente la narrativa breve. La sua prosa è spesso ironica, piena di reticenze, amplificazioni, iperboli e antifrasi, e cova una grande preoccupazione per la società spagnola, marcata e deformata dalla passata guerra civile. Molte parti presentano motti di César Vallejo e un elemento importante che è l'humor, che può sembrare ingenuo in Primeras hojas o Examen de Ingreso, o grottesco in Smith y Ramírez, S.A. o realista in Un balcón a la plaza, Desorganización, Sin levantar cabeza, El mundo puede ser nuestro, A traque barraque, Estampas de la calle, Voces sin rostro, Hablan de la feria, Historias de viva voz, Mesa, sobremesa (Premio Nacional de Literatura 1980) e Vegas bajas.
Fu nominato Accademico d'Onore della Real Academia de Extramadura e Doctor Honoris Causa della sua Università, e la Associazione APLEX 'Patrimonio Lingüístico Extremeño' gli conferì il titolo di Socio Onorario del Primer Congreso Internacional APLEX 2004. Diversi suoi racconti comparirono sul "Boletín de la Real Academia de Extremadura de las Letras y las Artes" essendo il suo direttore (Antonio Viudas Camarasa) suo alunno: «Atardecida en el andén», II, 1991, pags. 5-9. “Dentro de la niebla”, V, 1994, pags. 131-135. “Un día extremeño más”, VI, 1995, pags. 189-210. “Los cumpleaños se celebran mucho…”, IX, 1998, pags. 31-35. “Buen amigo en la puerta, entrada cierta”, XI, 2000-2001, pags. 7-13. “En carnaval, disfraz nuevo”, XII, 2002, pags. 5-9. Si riconobbe così il lavoro effettuato da Alonso Zamora Vicente per quanto riguarda la divulgazione del patrimonio linguistico extremeño dalla sua tesi di dottorato e i suoi studi su José María Gabriel y Galán, Juan Pablo Forner, Francisco de Aldana o Luis Chamizo. Fu un grande conoscitore e ammiratore della pittura di Godofredo Ortega Muñoz.
Questo importante maestro linguista, discepolo di Ramón Menéndez Pidal, insieme a professori di lingua e letteratura come Pedro Peira, Pablo Jauralde, Francisco Marcos Marín, Manuel Ariza Jorge Urrutia o Antonio Viudas, fu un cardine in quanto a lavoro, responsabilità e riflessione filologica nella Spagna degli anni sessanta e settanta, fino alla sua morte a San Sebastián de los Reyes (Madrid) il 14 marzo 2006, a 90 anni d'età.

## Opere

### Studi critici
- Al trasluz de la lengua actual
- Años difíciles: Valle-Inclán y la Fundación San Gaspar
- Asedio a "Luces de Bohemia" primer esperpento de Ramón del Valle Inclán discorso letto il 28 maggio 1967
- Camilo José Cela: (acercamiento a un escritor)
- Carta de Alonso Zamora Vicente sobre una película española
- Compostela, años atrás
- De Garcilaso a Valle-Inclán
- Estudios de dialectología hispánica
- Una introducción a la "Comedia do viuvo"
- Lengua, literatura, intimidad
- Léxico rural asturiano: palabras y cosas de Libardón (Colunga)
- Manual de dialectología española, 1960¹ y 1967²
- Libros, hombres, paisajes
- Lope de Vega: su vida y su obra
- Nuevas precisiones sobre Luces de Bohemia
- La otra esquina de la lengua
- Para el entendimiento de "La dama boba"
- Presentación a los Entremeses de Miguel de Cervantes
- Qué es la novela picaresca
- Una cuartilla sobre Américo Castro
- Valle-Inclán, novelista por entregas

### Opere letterarie
- ¡Estos pobres diablos!
- Primeras hojas
- Sin levantar cabeza
- A traque barraque
- Mesa, sobremesa
- Vegas bajas

### Pubblicazioni
- Lope de Vega, Las bizarrías de Belisa
- Francisco de la Torre, Poesías
- Tirso de Molina, Don Gil de las calzas verdes
- Lope de Vega, La dama boba
- Del Valle-Inclán, Luces de Bohemia